# Bomis
Bomis è stato un portale di ricerca per musica pop, creato nella metà degli anni novanta da Jimmy Wales, membro fondatore del progetto Wikipedia, e Tim Shell. Fornì supporto ai progetti di enciclopedia libera Nupedia e Wikipedia, il sito non è più attivo e Wales non è più né presidente né amministratore.

## Nome
Il nome è un acronimo di bitter old men in suits ("vecchi e duri uomini d'affari"), anche se questo non è mai stato comunicato ufficialmente.

## Contenuti ospitati
Il portale ospitò un sito web chiamato Bomis Premium, offrendo a pagamento agli utenti di Premium contenuti pornografici.

## Ruolo nella creazione di Nupedia e Wikipedia
Bomis è meglio conosciuto per aver supportato lo sviluppo di Nupedia e Wikipedia. Nupedia venne ospitata sui server di Bomis nel 2000 e Larry Sanger fu ingaggiato per amministrare e dirigere il progetto.